# 6-я гвардейская танковая армия
6-я гвардейская танковая армия (сокр. 6 гв. ТА) — оперативное  объединение (гвардейская танковая армия) Рабоче-крестьянской Красной армии периода Великой Отечественной войны и после неё.

## В действующей армии
В действующей армии ВС Союза ССР, в периоды:
с 12 сентября 1944 года по 11 мая 1945 год;
с 9 августа по 3 сентября 1945 года.

## Участие в Великой Отечественной войне
6-я гвардейская танковая армия была создана Приказом ВГК № 0307, от 12 сентября 1944 года, путём преобразования 6-й танковой армии в составе 2-го Украинского фронта.
С 6 по 28 октября 1944 года армия принимала участие в Дебреценской наступательной операции, после окончания которой была выведена в резерв фронта. С декабря 1944 по январь 1945 года армия принимала участие в Будапештской наступательной операции и в конце января 1945 года была выведена в резерв фронта.
17 марта 1945 года 6-я гвардейская танковая армия была передана 3-му Украинскому фронту, в составе которого участвовала в Венской наступательной операции, в ходе которой армия наряду с 4-й, 9-й гвардейскими и 46-й армией после упорных боёв 13 апреля освободили Вену.
17 апреля 1945 года армия была передана 2-му Украинскому фронту, в составе которого принимала участие в боях за Брно, после чего наступала на Оломоуц.
Последней операцией в Великой Отечественной войны 6 Гв.ТА стала Пражская операция, в ходе которой армия 9 мая 1945 года вступила в Прагу, а 11 мая 1945 года — в район Пршибрам.

## Советско-японская война
После передислокации в Монгольскую Народную Республику армия была включена в Забайкальский фронт. К утру 9 августа 1945 году в армии имелось 1019 танков и самоходных артиллерийских установок, 188 бронемашин, 945 орудий и миномётов, 43 установки реактивных миномётов, 165 зенитных орудий, 4689 автомашин и 948 мотоциклов.
Во время советско-японской войны армия принимала участие в Хингано-Мукденской операции, в ходе которой наступала в первом эшелоне фронта на Чанчунь и 11 августа преодолела хребет Большой Хинган, тем самым выйдя на Центрально-Маньчжурскую равнину в районе Лубэя. 12 августа армия начала наступление на Мукден (Шэньян), а частью сил — на Чанчунь. Быстрое наступление армии по Маньчжурии обеспечило быструю капитуляцию Квантунской армии. К 24 августа армия прошла свыше 1100 километров, её передовые отряды вышли на побережье Тихого океана и вступили в Порт-Артур.

### Перед операцией

ОШС 6-й гв. ТА 9 августа 1945

6-я гвардейская танковая армия имела задачу из района г. Цубура, Джамсаран, Харатандер двумя колоннами, имея танковый корпус во втором эшелоне, стремительным ударом преодолеть Большой Хинганский хребет и овладеть районом Туцюань, Лубэй, закрепив за собой перевалы через хребет и имея главную группировку в районе г. Лубэй. Вести разведку сильными развед.отрядами в направлении Таонань, Кайтун, Пахосян. Силы 6-й гв. ТА позволяли выполнить эту задачу: 2 механизированных корпуса, танковый корпус, 4 отдельных танковых батальона БТ, 2 мотострелковые дивизии, 2 самоходно-артиллерийские бригады, одна лёгкая артиллерийская бригада, 2 отдельных артиллерийских полка РГК, одна зенитная артиллерийская дивизия, один миномётный полк, 2 моторизованные инженерные бригады, мотоциклетный полк. Войска были полностью укомплектованы личным составом. 36 мсд имела 9574 чел. 57 мсд 10332 чел. Однако обе дивизии имели на вооружении устаревшие Т-26 и изношенный транспорт. Корпуса имели на вооружении Т-34 и М4А2. Всего 6-я гвардейская танковая армия имела: 810 танков, 193 САУ, 359 орудий, 129 зенитных орудий, 201 миномёт. На 1 км фронта армия могла выставить, по меньшей мере: 10—12 танков и САУ, 8—10 орудий. Численность армии составляла 75 тысяч человек. Было достигнуто превосходство над противником в полосе наступления.
Каждый наступавший механизированный корпус был усилен мотострелковой дивизией, самоходно-артиллерийской бригадой и двумя танковыми батальонами БТ. Такая схема сохранялась всю операцию.

### Ход операции
После боевого приказа штаба армии (штарм), в 4:30 9 августа 9-й гв.мк, поддержанный 57-й мсд, перешёл в наступление в направлении Байн Хочун Сумэ, Хоторингур-Ала-Махан. К 11:00 силы корпуса вышли в район Ихэ Сумэ, мелкие группы противника убежали в горы. Далее двинулись в направлении Байн Хошу Сумэ через солончаки, захваченный в 16:50. В первый день наступления преодолели 100—110 км. Другая колонна армии, возглавляемая 7-м мк преодолела в первый день 120 км в направлении Ромин Сумэ, Бунай Сумэ, Нонай Сумэ, к исходу дня выйдя в район Мере Сумэ, где форсировали реку Суйтинг-Горо.
10 августа 9-й гв.мк вышел в район Ютото через заболоченные дороги в гористой местности предгорий Большого Хингана. Далее двигались в долине реки Хорен-Гол в район перевала Тунчанан, форсируя ручейки с болотистым дном и заболоченными берегами. 9-й гв. механизированный корпус прошёл путь в 120 км, перенапрягая личный состав и технику, расходуя повышенное количество ГСМ в силу крутых подъёмов и спусков на дорогах, заболоченных лощин после дождей. 5-й гв. тк следовал за 9-м гв.мк. 7-й мк к концу дня вышел на район солончаков Мокутин, 7-й мк прошёл 110 км.
11 августа противник сопротивления не оказывал за исключением сопротивления группы в 15 чел. в районе города Лубэй. В этот день, двигаясь через бездорожье Большого Хингана, 6-я гв. танковая армия заняла город Лубэй. После этого 5-й гв.тк вышел в район Кобоайра.
12 августа части 7-го мк направились овладеть Туцюанем через заболоченную дорогу Нонай Сумэ — Туцюань, ведущую через горный кряж Большого Хингана, остановившись к концу дня в 70 км от Туцюаня в районе Гурбин-Айль и Бешири Сумэ, в силу сложной местности. 7 мк вышел в район Горобанер, имея передовой отряд в Кобоконеро. 9-й гв. мк в 18:30 овладел станцией Цзисун. 7-й мк во второй половине дня сосредоточился в районе Горобанера. 5-й гв.тк сосредоточился в Лубее, имея на ходу 134 танка. Штаб корпуса находился в Лубэе. Продвижение тормозилось доставкой ГСМ, в особенности автобензина, от чего простаивали танки М4А2 и колёсная техника. Причиной были высокая скорость движения 6-й гв. ТА и бездорожье.
С выходом в район Кобоконера и Лубэя, хребет был преодолён, войска вышли на Маньчжурскую равнину. Задача была выполнена за 3 дня вместо намеченых 5 дней. Противник наступлению частей армии сопротивление не оказывал.
В течение 13 августа подтягивали отстающие части.
14 августа 6-я гв. танковая армия готовилась форсировать реку Синьхэ. 5 гв. тк достиг реки Ульдзей Мурэн на участке Горэнэра. Силы корпуса были возле Лубэя. 7 мк в районе к западу от Туцюаня, разведка 7-го мк в Таонане.
15 августа разведка 7-го мк выступила в направлении г. Кайтун. Корпус имел 262 танка (из них 29 БТ-5, 85 БТ-7), 20 СУ-100.
К 17 августа был взят Таонань. Противник сопротивления не оказал. 5-й гв. тк, из района Лубэя, преодолев бездорожье долины реки Ляохэ, переправился через реку в районе Тунляо. Горючее доставлялось с аэродрома Тунляо. 9 гв.мк к концу 17 августа сосредоточился в Тунляо. 16-я мбр 7-го мк овладела к вечеру Чанли, 63-я тбр 7-го мк находилась в г. Кайтун, 64 тбр 7-го мк в районе Чжаодзяюлон, 41 тбр 7-го мк в Туцюане, 4-й отдельный гвардейский мотоциклетный полк (4 гв.омцп) 6-й гв. ТА в районе Арното. С выходом в Тунляо, армия имела полотно единственной ж/д для продолжения наступления.
Утром 18 августа 5 гв. тк вышел из Тунляо в направлении г. Мукден. Штаб армии (штарм) и КП находился в Тунляо.
Приказом маршала Родиона Малиновского, командующего ЗабФ, приказано занять Чанчунь и Мукден с 19 августа. 25 августа выйти к Порт-Артуру, Джуанхэ и Хучжоу.
19 августа высаженные десанты в Мукдене и Чанчуне подчинены командованию 7-го мк и 5-го гв. тк. К исходу дня части 6-й гв. ТА достигли Чанчуня и форсировали реку Ляохэ на мукденском направлении. В Мукдене парашютистами захвачен император Маньчжоу-Го. К исходу дня 5-й гв.тк форсировал р. Ляохэ северо-западней Мукдена и продолжил движение на Мукден. 9 гв.мк оставался в Тунляо.
20 августа гарнизоны Мукдена и Чанчуня сдались. Передовые отряды 7-го мк находились перед Чанчунем и на станции Фаньцзятунь.
Продвижению мешали ежедневные проливные дожди, превратившие дороги в непроходимые болота. Эта часть года была наиболее неблагоприятной для ведения боевых действий.
21 августа передовой отряд 7-го мк разоружал японцев в Чанчуне. 16 мбр находилась в Чанлине, 63 мбр в Кайтуне, 64 мбр в Баньчжане, 41 тбр в Туцюане. 202 олабр в Лубэе, штаб 7 мех. корпуса в Чанлине.
К исходу 22 августа разоружено 70000 солдат, 1689 офицеров, затрофеено 300 танков, 3800 лошадей, 510 складов с вещимуществом и продовольствием, 10 артскладов, 20 складов с боеприпасами, 5 техскладов с запчастями. В районе Чанчунь разоружено 13000 солдат и офицеров, 10 танков, 87 орудий, 246 пулемётов, 4 склада с вещимуществом, 4 склада с имуществом связи, 150 самолётов.
22 августа, по распоряжению командарма 6-й гв. ТА, высажены 2 авиадесанта в районе Порт-Артура и Дайрена по 250 чел. 21 (31 танк) и 22 (21 танк) гв. тбр 5-го гв.тк отправлены по ж/д в Порт-Артур.
Быстрый и глубокий прорыв соединений 6-й гв. ТА к важнейшим районам Маньчжурии стал полной неожиданностью для японского командования, обеспечил расчленение главных сил Квантунской армии и во-многом способствовал её быстрой капитуляции.

## Послевоенное время

ОШС 6-й гв. ТА в 1988 г.

С окончанием войны армия была включена в состав Забайкальского ВО. Штаб армии находился в городе Борзя. В июле 1946 года была переименована в 6-ю механизированную армию. В апреле 1957 года ей было возвращено прежнее наименование. В Забайкалье в состав армии входили:
- 5-я гвардейская танковая Сталинградско-Киевская ордена Ленина Краснознамённая орденов Суворова и Кутузова дивизия,
- 111-я танковая Краснознамённая дивизия
- 9-я гвардейская механизированная Днестровско-Рымникская Краснознамённая ордена Суворова дивизия
- 14-я механизированная Хинганская дивизия.

С лета 1945 года по 1960 год управление 6-й гвардейской танковой (в 1946—1957 годы — механизированной) армии руководило войсками в Забайкалье (см. ЗабВО), а будучи передислоцировано в Украинской ССР, в г. Днепропетровск, приняло в свой состав четыре танковые дивизии Киевского военного округа:
- 14-я гвардейская тяжёлая танковая Бахмачская дважды Краснознамённая, ордена Суворова дивизия[α], Чугуев
- 22-я гвардейская танковая Черкасская Краснознамённая ордена Богдана Хмельницкого дивизия, Новомосковск
- 37-я (с 1965 года — 17-я) гвардейская танковая Криворожская Краснознамённая ордена Суворова дивизия, Кривой Рог
- 42-я гвардейская танковая Прилукская ордена Ленина Краснознамённая ордена Богдана Хмельницкого дивизия, Ждановка/Новомосковск

Позднее состав этих дивизий изменялся незначительно, некоторые дивизии меняли номера, становились мотострелковыми, число дивизий увеличивалось до 7 (в том числе дивизии кадра) в 1980-х годах и сократилось до 2-х дивизий в 1991 году. Основу танкового парка 6 Гв. ТА в 1960-е — 1980-е годы составляли танки Т-54/55, а также тяжёлые танки Т-10/Т-10М, которых имелось порядка 300 боевых машин.
В 1989 году 75-я гвардейская танковая дивизия была расформирована (все танки Т-10/Т-10М в 1989—1990 годы были сданы в переплавку на Енакиевский металлургический завод), а 42-я гвардейская танковая Прилукская дивизия (перевооружённая на танки Т-64) была переформирована в 5359-ю гвардейскую базу хранения вооружения и военной техники.
На начало 1991 года 6 Гв. ТА помимо частей армейского подчинения и 5359 гв. БХВТ, имела в подчинении 17-ю гвардейскую танковую Криворожскую дивизию, в дополнение к которой в состав армии из Южной группы войск (Венгрия) прибывала 93-я гвардейская мотострелковая Харьковская дивизия.
На 19 ноября 1990 года с учётом техники, прибывшей к этому времени из состава 93 гв. мсд, 6 Гв. ТА располагала 462 танками (все Т-64), 228 БМП и БТР, 218 орудиями, миномётами и РСЗО, а также 5 транспортными вертолётами.
С конца 1991 года в составе Вооружённых сил Украины. С апреля 1992 года передана из Киевского военного округа в состав Одесского военного округа. 1 июля 1993 года директивой министра обороны Украины армия преобразована в 6-й армейский корпус.
В соответствии с директивой министра обороны Украины от 2 сентября 2013 года, 6-й армейский корпус был преобразован в оперативное командование «Юг», при этом управление 6-го армейского корпуса было преобразовано в управление оперативного командования «Юг».

## Состав

### На 1 октября 1944 года
- управление (штаб);
- 5-й гвардейский танковый Сталинградско-Киевский ордена Ленина, Краснознамённый, орденов Суворова и Кутузова корпус;
- 9-й гвардейский механизированный Днестровско-Рымникский Краснознамённый, ордена Кутузова корпус;
- 6-я самоходно-артиллерийская бригада;
- отдельные части;
  - 4-й отдельный гвардейский мотоциклетный полк.

### На 9 августа 1945 года
- управление (штаб);
- 5-й гвардейский танковый Сталинградско-Киевский ордена Ленина, Краснознамённый, орденов Суворова и Кутузова корпус;
- 9-й гвардейский механизированный Днестровско-Рымникский Краснознамённый, ордена Кутузова корпус;
- 7-й механизированный Новоукраинско-Хинганский ордена Ленина Краснознамённый, ордена Суворова корпус
- 36-я мотострелковая Хинганская ордена Ленина дивизия;
- 57-я мотострелковая Хинганская Краснознамённая дивизия;
- 30-я зенитная артиллерийская дивизия
- 202-я лёгкая артиллерийская бригада;
- 208-я самоходно-артиллерийская бригада
- 231-я самоходно-артиллерийская бригада
- 8-я моторизованная инженерная бригада
- 22-я моторизованная инженерная бригада
- 624-й пушечный артиллерийский полк
- 1141-й пушечный артиллерийский полк
- 57-й гвардейский миномётный полк
- 4-й отдельный гвардейский мотоциклетный полк
- 4-й отдельный гвардейский Фокшанский[9] орденов Александра Невского[10] и Красной Звезды[11] полк связи
- 276-й авиационный полк связи
- 1-й отдельный танковый батальон 9-го гвардейского механизированного корпуса[12]
- 2-й отдельный танковый батальон 9-го гвардейского механизированного корпуса[12]
- 3-й отдельный танковый батальон 7-го механизированного корпуса[12]
- 4-й отдельный танковый батальон 7-го механизированного корпуса[12]
- 275-й отдельный моторизованный батальон ОсНаз
- 132-я гвардейская разведывательная авиационная эскадрилья
- 1-й моторизованный понтонно-мостовой батальон[5][13]

### В конце 1980-х гг.
На 19 ноября 1990 г. с учетом техники, прибывшей к этому времени из состава 93-й гвардейской мотострелковой дивизии, армия располагала 462 танками (все — типа Т-64), 228 БМП и БТР, 218 орудиями, миномётами и РСЗО, а также 5 транспортными вертолетами.
- Управление командующего, штаб (г. Днепропетровск);
- 17-я гвардейская танковая Криворожская Краснознамённая, ордена Суворова дивизия (Кривой Рог)

Всего: 104 танка Т-64, 45 БМП (30 БМП-1, 15 БРМ-1К), 12 БТР-70, 66 САУ (51 2С1, 15 2С3), 2 Д-30, 23 миномёта (20 2С12, 3 ПМ-38), 12 РСЗО Град;
- 22-я гвардейская танковая Черкасская Краснознамённая, ордена Богдана Хмельницкого дивизия[β] (г. Новомосковск);
- 42-я гвардейская танковая Прилукская ордена Ленина, Краснознамённая, ордена Богдана Хмельницкого дивизия[γ] (пгт Гвардейское);
- 75-я гвардейская танковая Бахмачская дважды Краснознамённая, ордена Суворова дивизия[δ] (г. Чугуев);
- 93-я гвардейская мотострелковая Харьковская дважды Краснознамённая, орденов Суворова и Кутузова дивизия[ε] (г. Новомосковск).

Всего: 258 танков Т-64, 219 БМП, 66 БТР, 131 САУ, 36 миномётов 2С12, 18 РСЗО;
- 52-я танковая дивизия кадра (г. Ждановка, Донецкой области)[ζ];
- 58-я танковая дивизия кадра (г. Кривой Рог)[η];
- 64-я запасная танковая дивизия кадра (г. Чугуев)[θ];
- 133-я отдельная рота охраны и обеспечения (г. Днепропетровск);
- 269-я зенитная ракетная бригада (г. Никополь);
- 107-я ракетная Ленинградская ордена Кутузова бригада (г. Кременчуг);
- 103-я бригада материального обеспечения (г. Днепропетровск);
- 437-й гвардейский пушечный артиллерийский полк (г. Новомосковск);
- 977-й противотанковый артиллерийский полк (г. Новомосковск);
- 121-й отдельный гвардейский полк связи (Днепропетровск);
- 465-й отдельный батальон РЭБ (Гвардейское);
- 227-й отдельный ремонтно-восстановительный батальон (Гвардейское);
- 428-й отдельный понтонно-мостовой батальон (г. Днепродзержинск);
- 311-й отдельный батальон химической защиты (Ждановка);
- 93-й отдельный радиотехнический батальон (г. Днепропетровск);
- 16-я отдельная смешанная авиационная эскадрилья (Подгородное);
- 6067-я БХИ (с. Ждановка/Новомосковск);

## Командование в годы войны

### Командующий
- генерал-лейтенант танковых войск, с сентября 1944 генерал-полковник танковых войск Кравченко, Андрей Григорьевич (с 12 сентября 1944 года до конца войны)

### Член Военного совета
- генерал-майор танковых войск Туманян, Гай Лазаревич (с 12 сентября 1944 года до конца войны)

### Начальник штаба
- генерал-майор танковых войск Заев, Дмитрий Иванович (с 12 сентября по 18 октября 1944 года);
- генерал-майор танковых войск, генерал-лейтенант танковых войск Штромберг, Альберт Иванович (с 18 октября 1944 года до конца войны)

## Командующие армией в 1945—1993 годах
- генерал-полковник танковых войск Кравченко, Андрей Григорьевич (сентябрь 1945 — июнь 1947)
- генерал-лейтенант танковых войск Жданов, Владимир Иванович (июнь 1947 — апрель 1949)
- генерал-лейтенант танковых войск Дрёмов, Иван Фёдорович (апрель 1949 — февраль 1958)
- генерал-лейтенант танковых войск Фоминых, Евгений Иванович (февраль 1958 — май 1960)
- генерал-майор танковых войск, с февраля 1963 генерал-лейтенант танковых войск Обатуров, Геннадий Иванович (май 1960 — июль 1966)
- генерал-майор танковых войск, с февраля 1967 генерал-лейтенант танковых войск Макаров, Владимир Александрович (июль 1966 — июнь 1969)
- генерал-лейтенант танковых войск Захаров, Геннадий Васильевич (июнь 1969 — февраль 1971)
- генерал-майор танковых войск, с ноября 1971 генерал-лейтенант танковых войск Шкидченко, Пётр Иванович (февраль 1971 — август 1973)
- генерал-майор танковых войск, с апреля 1975 генерал-лейтенант Терентьев, Юрий Павлович (август 1973 — май 1978)
- генерал-майор танковых войск, с мая 1980 генерал-лейтенант Осипов, Владимир Васильевич (май 1978 — январь 1981)
- генерал-майор, с октября 1981 генерал-лейтенант Соколов, Валерий Сергеевич (январь 1981 — декабрь 1983)
- генерал-майор танковых войск Карсаков, Сергей Викторович (декабрь 1983 — сентябрь 1985)
- генерал-майор, с февраля 1988 генерал-лейтенант Цветков, Владлен Васильевич (сентябрь 1985 — май 1988)
- генерал-майор Борискин, Валентин Данилович (май 1988 — июль 1989)
- генерал-лейтенант Собков, Василий Тимофеевич (июль 1989 — май 1991)
- генерал-лейтенант Радецкий, Виталий Григорьевич (май 1991 — апрель 1992)
- генерал-майор, с декабря 1992 генерал-лейтенант Шкидченко, Владимир Петрович (март 1992 — июль 1993).

## Память
В Борзе был установлен памятник в честь 6-й гвардейской танковой армии — танк «ИС-3», позже (2010 г.) был заменен на «Т-34-85», как более достоверно отображающий технику 6 Гв. ТА в годы Войны. (50°23′26″ с. ш. 116°31′18″ в. д.)